# Matilda Ernkrans
Matilda Elisabeth Ernkrans (ur. 12 marca 1973 w Hallsbergu) – szwedzka polityk, działaczka Szwedzkiej Socjaldemokratycznej Partii Robotniczej, parlamentarzystka, od 2019 do 2022 minister.

## Życiorys
W latach 1995–2002 studiowała politologię, ekonomię i socjologię na Uniwersytecie w Örebro. Pracowała w publicznej służbie zatrudnienia. Zaangażowała się w działalność Szwedzkiej Socjaldemokratycznej Partii Robotniczej. W latach 2002–2006 zasiadała w Riksdagu jako zastępczyni poselska. W 2006 objęła mandat jako pełnoprawny członek parlamentu, utrzymywała go na kolejne kadencje w wyborach w tym samym roku, a także w 2010, 2014, 2018 i 2022.
W styczniu 2019 w drugim rządzie Stefana Löfvena objęła stanowisko ministra szkolnictwa wyższego i badań naukowych. Pozostała na tej funkcji również w utworzonym w lipcu 2021 trzecim gabinecie tegoż premiera. W powołanym w listopadzie 2021 rządzie Magdaleny Andersson przeszła na urząd ministra do spraw pomocy rozwojowej, sprawowała go do października 2022.